# Transgener Reis
Als Transgener Reis (umgangssprachlich Genreis) wird mit den Methoden der grünen Gentechnik veränderter Reis bezeichnet. Ziel der Hersteller solcher Reissorten ist es, eine höhere Resistenz gegenüber Krankheiten, Unkräutern (LL-Sorten) oder Schädlingen zu erreichen (Bt-Sorten), indem entsprechende Gene in das Erbgut eingebracht werden. Ferneres Ziel ist ein höherer Ertrag, schnellere Reife sowie ein verbesserter Nährstoffgehalt (Goldener Reis). Die Volksrepublik China hatte im September 2011 angekündigt, auf die Kommerzialisierung von Genreis zu verzichten.

## Goldener Reis
Der Goldene Reis enthält drei Enzyme die zur Biosynthese von Beta-Carotin (Provitamin A) führen. Mit dieser Reissorte wird versucht, Vitamin-A-Mangelerscheinungen in entsprechend unterversorgten Regionen entgegenzutreten (Näheres siehe Hauptartikel).
Im September 2011 wurde der erste Feldtest auf den Philippinen abgeschlossen. Eine im Jahr 2021 erteilte Zulassung wurde am 17. April 2024 aufgrund von Umweltbedenken widerrufen. Das entsprechende Gerichtsverfahren wurde von Greenpeace und weiteren Nichtregierungsorganisationen angestrengt.
Im Januar 2012 genehmigte die Regierung von Bangladesch auf Antrag des staatlichen Bangladesh Rice Research Institute (BRRI) Testreihen mit Goldenem Reis. Der Entscheidung waren monatelange Beratungen innerhalb der Regierung vorausgegangen.

## HARDY-Gen
Reis zählt zu den wichtigsten Nahrungspflanzen der Welt. Sein Anbau verbraucht jedoch große Wassermengen (pro Ertragseinheit bis zu dreimal mehr als beispielsweise Mais). Bei der Suche nach einer Reissorte mit geringerem Wasserbedarf entdeckten Pflanzenphysiologen die Arabidopsis-Variante, die sich durch eine verbesserte Wassernutzung infolge eines mutierten Gens auszeichnete. Dieses Gen (HARDY-Gen) isolierten Forscher und übertrugen es in andere Reisvarianten. Tatsächlich kamen die transgenen Pflanzen mit trockenen Böden besser zurecht.

## Bt-Reis
Im November 2009 wurde in China erstmals eine gentechnisch veränderte Reissorte zum kommerziellen Anbau zugelassen, nach über 20 Jahren Forschung und Freilandversuchen seit 1997. Durch Insektenresistenz konnte in Feldversuchen ein um 8 % höherer Ertrag bei einer Reduktion des Pestizidverbrauches um 80 % erreicht werden. Zwei weitere Zertifikate müssen in China erteilt werden, bevor Bt-Reis laut Expertenschätzungen voraussichtlich 2012–2013 angebaut wird. Auch in Indien wird Bt-Reis seit 2003 in Freilandversuchen getestet.

## Herbizidtoleranter Reis

### Liberty Link 601
In die Schlagzeilen geriet 2006 der Reis Liberty Link 601 (LL601) von Bayer CropScience, der in den USA auf Testfeldern angebaut wurde. Im August 2006 wurde er bei Reisimporten in der EU nachgewiesen, obwohl dieser in der Europäischen Union für den Verzehr nicht zugelassen ist. Bei Lebensmittelkontrollen in deutschen Reismühlen, im Großhandel sowie im Einzelhandel fand man im September 2006 Spuren des Typs LL601. In Österreich wurden bei Lebensmittelkontrollen bis Jänner 2007 von der AGES 278 Proben genommen, wovon 50 positiv auf die Sorte LL601 getestet wurden.
Im Dezember 2009 verurteilte das Bezirksgericht von St. Louis Bayer CropScience zu einer Entschädigungszahlung von fast zwei Millionen Dollar an zwei Farmer, deren Reis während des Testanbaus verunreinigt worden war. LL601 ist in den USA seit 2006 für den Anbau und in Kolumbien seit 2008 als Nahrungs- und Futtermittel zugelassen.

### Liberty Link 62
Liberty Link 62 (LL 62) ist eine gentechnisch veränderte Reissorte der Bayer-Tochter CropScience. Durch das Transgen wird in der Pflanze ein Protein mit der Bezeichnung PAT erzeugt, wodurch LL62 gegen Breitband-Herbizide mit dem Wirkstoff Glufosinat wie Liberty, Basta oder Ignite resistent ist.
Seit März 2009 versucht Bayer eine Zulassung für den Anbau von LL 62 in Brasilien zu erlangen. Für die Europäische Union hat Bayer eine Zulassung von LL 62 für den Import und die Verarbeitung als Lebens- und Futtermittel beantragt.